# 8906 Yano
8906 Yano (1995 WF2) là một tiểu hành tinh nằm phía ngoài của vành đai chính được phát hiện ngày 18 tháng 11 năm 1995 bởi T. Kobayashi ở Oizumi.